# عادل هاشم
عادل محمد هاشم (19 فبراير 1939- 15 مارس 2021) ممثل ومخرج مصري، قدُم العديد من الأعمال التلفزيونية والسينمائية وكذلك المسرحية. ولد في القاهرة، حصل على بكالوريوس فنون مسرحية، وتولى عدة مناصب في هيئة المسرح. وحصل على معهد بكالوريس معهد الخدمة الاجتماعية ثم حصل على الدكتوراه، وأخرج العديد من المسرحيات منها الزلزال، وفي التلفزيون شارك في مسلسلات منها رأفت الهجان ونسر الشرق.

## أعمال

### أفلام
| - ساعتان من الرعب 2010 - 90 دقيقة 2006 - حرب أطاليا 2005: كمال - بليه ودماغه العالية 2000- والد دنيا | - عفريت النهار 1997- ضياء بسيوني - ناصر 56 1996- عبد اللطيف البغدادي - سوق النساء 1994- رضوان - رئيس تحرير الصحافة - هدى ومعالي الوزير 1994- رئيس التحرير | - 131 أشغال 1993- سعادته - إلا ابنتي 1992 - إعدام قاضي 1990- القاضي رفعت - رجل لهذا الزمان 1986- ناجي الحمامصي محامي سيد دعبس - ترويض الرجل 1986 | - الراجل اللي باع الشمس 1983 - الطاووس 1982- المحقق - المارد 1964 |

### مسلسلات
| - العراف 2013 - المستشار صديق اللواء سامح - اسم مؤقت 2013 - فيرتيجو 2012 - عادل - الصفعة 2012 - عمارة يعقوبيان 2007 - حنان وحنين 2007 - سكة الهلالي 2006 - اللي اختشوا ماتو 2006 - كارنتينا 2005 | - مصر الجديدة 2004- مصطفى باشا فهمي - المرأة في الإسلام 2003 - مارينا مارينا 2002 - نجوم في سماء الحضارة الإسلامية 2001 - الوشاح الأبيض 2000: د / جلال المنشاوي - رياح الشرق 2000- الملك فردناندو - نسر الشرق 1997، 2002 ج1، 2 - الأبطال 1996 ج1 - الإمام ابن حزم 1995 | - القضاء في الإسلام 1995 ج5 - قصة مدينة 1995 - الفرسان 1994- الملك الصالح أيوب - بوابة الحلواني 1994، 2001 ج2، 3 - الثعلب 1993- ضابط بالمخابرات المصرية - دموع صاحبة الجلالة 1993: رئيس الديوان الملكي - رأفت الهجان 1991 (ج3) - راجح - المحروسة 85 1985- مختار - محمد رسول الله 1984 ج(4) | - محمد رسول الله إلى العالم 1979 - لحظة اختيار 1978 - القاهرة والناس 1972 - الضحية 1964 - الخروج من الدائرة 1900 - قسمتي ونصيبي - الوقف - عباد الرحمن - الإمام محمد عبده |

### أخرى
| - المبشرون بالجنة: مسلسل إذاعي 2010 - شكرا جدتي: سهرة تلفزيونية 2002 - جيران الهنا: الفوازير 1997 - شارع محمد علي 1994- أمين - البهلوان 1988 | - مسحوق الذكاء 1967 - ياسين وبهية 1965 - الفرافير 1964 - السبنسة 1962 - أيدي عبر البحر 1900 | - الليلة نرتجل التمثيل 1900 - الفخ الذهبي: تمثيلية - شهادة ميلاد: سهرة تلفزيونية - على ذمة التحقيق: سهرة تلفزيونية | - رصاصة في العقل: سهرة تلفزيونية - زمن السقوط: سهرة تلفزيونية - رحيل: سهرة تلفزيونية - سجن السنين: سهرة تلفزيونية |

### إخراج
- الزلزال 1990
- البهلوان 1988
- الفرافير 1964
- مجنون ليلى

## وفاته
توفي يوم الاثنين 15 مارس 2021 ميلاديّا، الموافق 2 شعبان 1442 هجريًّا، عن عمر ناهز 82 عامًا، بعد صراع مع المرض.

## روابط خارجية
- عادل هاشم على موقع الدهليز
- عادل هاشم على موقع قاعدة بيانات الأفلام العربية